# Signoretia greeni
Signoretia greeni är en insektsart som beskrevs av William Lucas Distant 1908. Signoretia greeni ingår i släktet Signoretia och familjen dvärgstritar. Inga underarter finns listade i Catalogue of Life.